# Paul Söllner
Paul Söllner (ur. 5 czerwca 1911 w Davos, zm. 8 kwietnia 1994 w Murnau am Staffelsee) – niemiecki wioślarz i wojskowy, złoty medalista olimpijski.
Wystąpił na igrzyskach olimpijskich w Berlinie w 1936, gdzie reprezentanci III Rzeszy w składzie: Hans Maier, Walter Volle, Ernst Gaber, Paul Söllner i Fritz Bauer (sternik) zdobyli złoty medal w czwórkach ze sternikiem. W wyścigu finałowym o 8,1 sekundy wyprzedzili Szwajcarów i o 17,1 sekundy Francuzów. Był to jego jedyny start olimpijski.
W trakcie II wojny światowej służył w Wehrmachcie. Po zakończeniu wojny pracował w wojskowej szkole sportowej w Sonthofen. Był też członkiem komitetu organizacyjnego Letnich Igrzysk Olimpijskich 1972. 